# Vieillevigne, Loire-Atlantique
Vieillevigne là một xã thuộc tỉnh Loire-Atlantique, trong vùng Pays de la Loire ở phía tây nước Pháp. Xã này nằm ở khu vực có độ cao từ 21-66 mét trên mực nước biển. Theo điều tra dân số năm 2006 của INSEE, xã có dân số 3726 người.